# Lena Meyer-Landrut

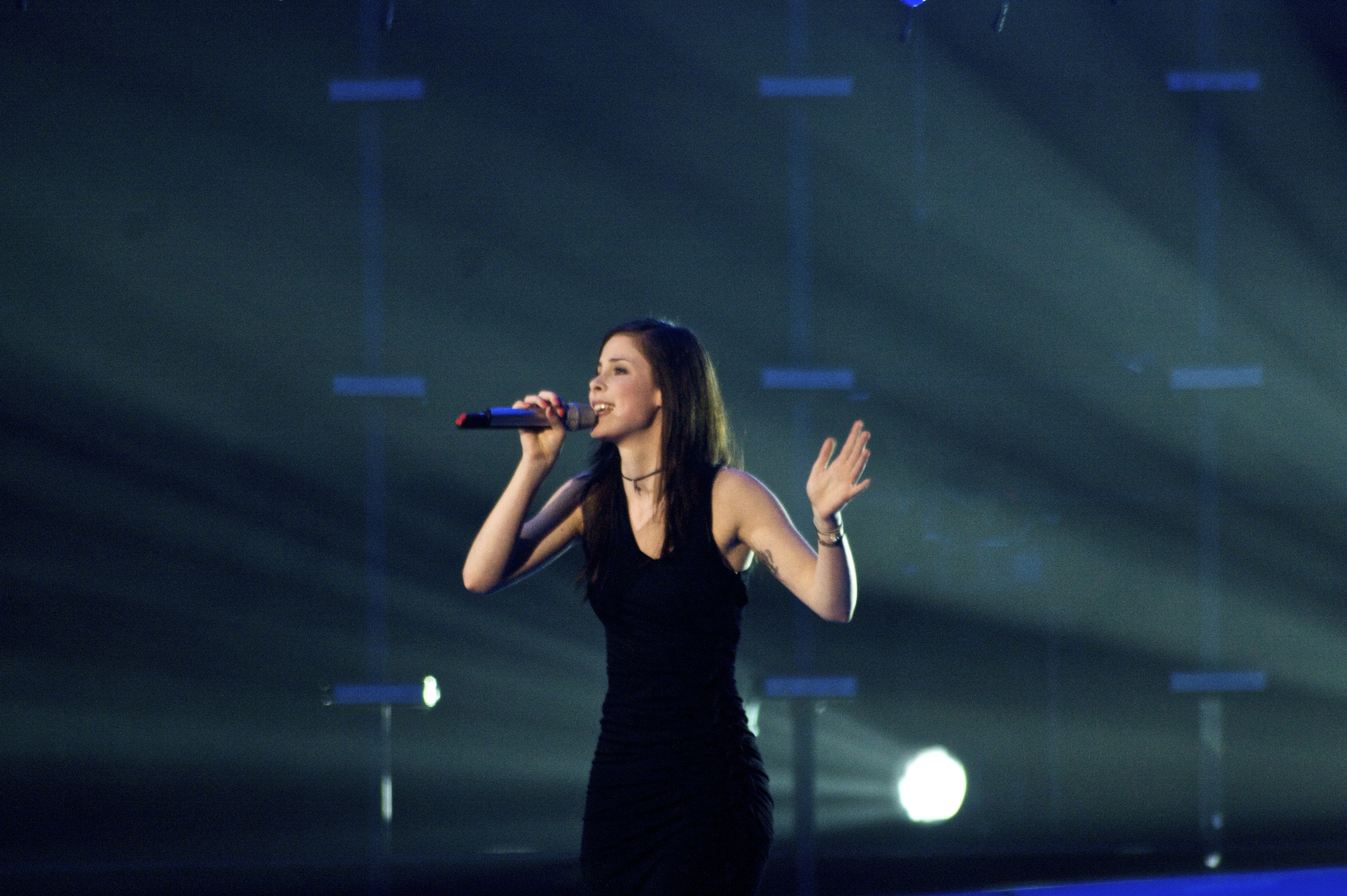
Lena tijdens het Eurovisiesongfestival 2010 in Oslo

Lena Meyer-Landrut (Hannover, 23 mei 1991), beter bekend als Lena, is een Duitse zangeres. Ze werd bekend door het winnen van het Eurovisiesongfestival 2010, waarbij ze voor Duitsland uitkwam met het Engelstalige nummer Satellite. Lena vertegenwoordigde haar land opnieuw op het Eurovisiesongfestival 2011 met het liedje Taken by a stranger.

## Biografie
De kleindochter van de Duitse diplomaat Andreas Meyer-Landrut groeide op als enig kind in Hannover en was scholiere aan de Integrierte Gesamtschule Roderbruch Hannover. Al op vijfjarige leeftijd begon Meyer-Landrut met dansen. Bovendien zong ze graag en deed ze als figurante aan verschillende tv-series mee. Van de soap Bitte helfen Sie Mir verschenen op 31 mei 2010 naaktfoto's op internet.
Meyer-Landrut, die nooit een professionele zangopleiding volgde, nam in de lente van 2010 deel aan Unser Star für Oslo, de Duitse nationale voorronde voor het Eurovisiesongfestival 2010 in Oslo. In het kader hiervan had ze meerdere optredens, onder andere met het nummer The Lovecats van de Britse rockband The Cure en Foundations van de Britse singer-songwriter Kate Nash. De originele versie van My same van Adele bereikte een week na de interpretatie van Meyer-Landrut de Duitse Top 100. In de finale van de show won Meyer-Landrut van de even oude Jennifer Braun uit Eltville aan de Rijn. Het nummer Satellite werd door de Deen John Gordon en de Amerikaanse Julie Frost gecomponeerd en door het Duitse publiek uit drie nummers gekozen. Ze vertegenwoordigde daarmee Duitsland bij het Eurovisiesongfestival 2010 in Oslo.
In de dagen na de nationale finale kwam ze als eerste Duitse zangeres met drie nummers tegelijkertijd de Duitse Top 5 binnen: Satellite bereikte de eerste plaats, de twee andere songs van de finale belandden op plaats drie en vier. Bovendien vestigde ze met Satellite een nieuw download-record voor de eerste drie dagen.
Omdat Duitsland deel uitmaakt van de vijf grote Eurovisielanden, mocht Meyer-Landrut meteen in de finale van het Eurovisiesongfestival aantreden. Na een spannende puntentelling kwam zij als winnaar uit de bus, en schonk Duitsland daarmee zijn tweede zege uit de songfestivalgeschiedenis. De enige andere Duitse zege dateerde al van het Eurovisiesongfestival 1982, toen nog onder de naam West-Duitsland.

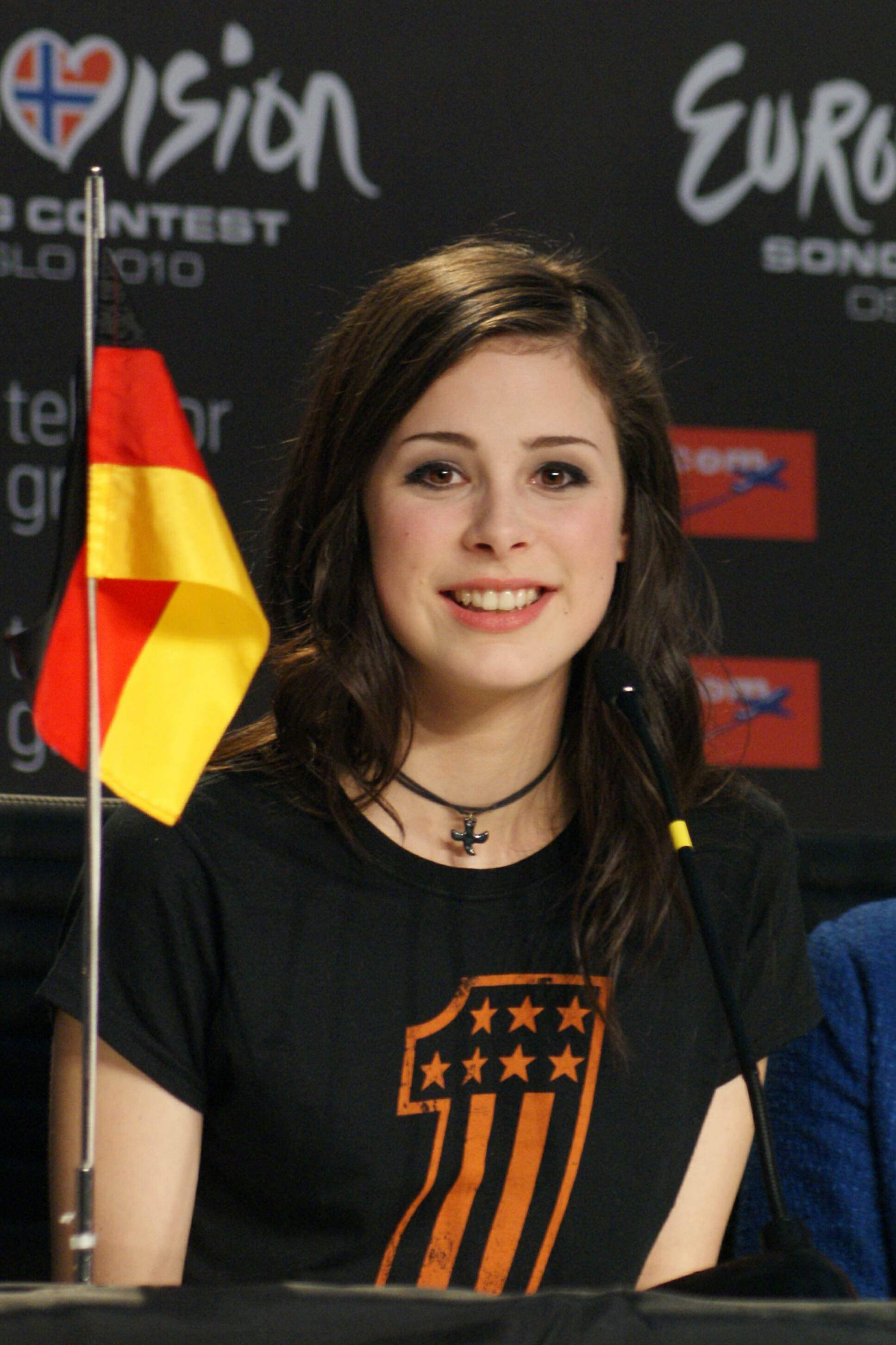
Lena tijdens de persconferentie na het Eurovisiesongfestival 2010

Als gevolg van Lena's winst op het songfestival, mocht Duitsland het Eurovisiesongfestival 2011 organiseren. De ESPRIT arena in Düsseldorf werd daarvoor aangewezen als locatie. Duitsland zelf werd tijdens dit songfestival opnieuw door Lena vertegenwoordigd. Het was voor het eerst sinds het Eurovisiesongfestival 1958 dat de titelverdediger opnieuw deelnam in het jaar na de winst. Voorafgaand aan het festival kwam de single Taken by a stranger binnen in de hitlijsten van Oostenrijk en Zwitserland. Meyer-Landrut eindigde toen op de tiende plaats.
Naast haar optredens voltooide de jonge zangeres het laatste schooljaar. Lena woont in Keulen.
In 2013 werd Lena coach bij de Duitse variant van The Voice Kids. In 2016 is ze hier na 4 seizoenen mee gestopt.
Datzelfde jaar kondigde ze aan in 2017 jury te zijn bij Unser Song. Dit is dezelfde soort talentenjacht waarbij Lena werd geselecteerd voor het Songfestival in 2010. De winnaar of winnares hiervan vertegenwoordigt Duitsland op het Songfestival in Kiev van 2017. In 2019 keerde ze na twee seizoenen afwezigheid terug als coach bij de Duitse Voice Kids. In 2020 en terug vanaf 2022 was ze ook coach.

## Discografie

### Albums
| Album met hitnotering(en) in de Vlaamse Ultratop 200 albums | Datum van verschijnen | Datum van binnenkomst | Hoogste positie | Aantal weken | Opmerkingen |
| ----------------------------------------------------------- | --------------------- | --------------------- | --------------- | ------------ | ----------- |
| My cassette player                                          | 07-05-2010            | 12-06-2010            | 54              | 4            |             |
| Good news                                                   | 15-05-2011            |                       |                 |              |             |
| Stardust                                                    | 12-10-2012            |                       |                 |              |             |
| Crystal sky                                                 | 15-05-2015            |                       |                 |              |             |
| Only Love, L                                                | 05-04-2019            |                       |                 |              |             |
| Loyal to myself                                             | 01-06-2024            |                       |                 |              |             |

### Singles
| Single met eventuele hitnotering(en) in de Nederlandse Top 40 | Datum van verschijnen | Datum van binnenkomst | Hoogste positie | Aantal weken | Opmerkingen                 |
| ------------------------------------------------------------- | --------------------- | --------------------- | --------------- | ------------ | --------------------------- |
| Satellite                                                     | 04-06-2010            | 12-06-2010            | 31              | 6            | Nr. 5 in de Single Top 100  |
| Taken by a stranger                                           | 28-03-2011            | -                     |                 |              | Nr. 92 in de Single Top 100 |
| Lost in you                                                   | 14-04-2017            | -                     |                 |              |                             |
| If I wasn't your daughter                                     | 06-06-2017            | -                     |                 |              |                             |

| Single met hitnotering(en) in de Vlaamse Ultratop 50 | Datum van verschijnen | Datum van binnenkomst | Hoogste positie | Aantal weken | Opmerkingen |
| ---------------------------------------------------- | --------------------- | --------------------- | --------------- | ------------ | ----------- |
| Satellite                                            | 2010                  | 05-06-2010            | 4               | 12           |             |
| Taken by a stranger                                  | 2011                  | 21-05-2011            | tip26           |              |             |
| Stardust                                             | 2012                  | 21-09-2012            |                 |              |             |
| Neon (lonely people)                                 | 2012                  | 15-03-2013            |                 |              |             |

## Tours
Lena is de afgelopen jaren zes keer op tournee geweest in Duitsland
- Lena Live Tour (2011)
- No One Can Catch Us Tour (2013)
- Carry You Home Tour (2015)
- Carry You Home Tour 2.0 (2016)
- End Of Chapter One Tour (2017)
- Lena Live 2024